# Sigüenza (kommunhuvudort)
Sigüenza är en kommunhuvudort i Spanien.   Den ligger i provinsen Provincia de Guadalajara och regionen Kastilien-La Mancha, i den centrala delen av landet, 110 km nordost om huvudstaden Madrid. Sigüenza ligger 992 meter över havet och antalet invånare är 4 818.
Terrängen runt Sigüenza är platt söderut, men norrut är den kuperad. Sigüenza ligger nere i en dal. Runt Sigüenza är det mycket glesbefolkat, med 5 invånare per kvadratkilometer. Sigüenza är det största samhället i trakten. 